# Ши Хун
Ши Хун (спрощ.: 石弘; піньїнь: Shí Hóng; 313-329) — імператор Пізньої Чжао періоду Шістнадцяти держав.

## Життєпис
Був другим сином Ши Ле. Офіційно проголошений спадкоємцем престолу після смерті свого брата Ши Сіна. Це не сподобалось генералу Ши Ху, який розпочав готувати захоплення влади.
Восени 333 року Ши Ле помер, і Ши Хун одразу ж наказав стратити своїх противників при дворі. Ши Хун навіть запропонував Ши Ху зайняти трон, але той відмовився та змусив Ши Хуна стати імператором, а йому надати титул «Вейського князя» та поставити на пост голови уряду. Після того, як було викрито кілька змов проти Ши Ху, Ши Хун особисто прийшов до нього та знову запропонував йому трон та імператорську печатку, втім генерал відмовився, натякнувши, що якщо він захоче сісти на престол, то зробить це самотужки, а не на прохання Ши Хуна.
Невдовзі Ши Ху звинуватив Ши Хуна в порушенні жалоби та повалив його з трону, надавши титул «Хайянського князя», а престол зайняв сам. Потім Ши Хун, його мати і брати (тобто всі нащадки Ши Ле) були страчені за наказом Ши Ху.